# 1971-es Formula–1 amerikai nagydíj
Az 1971-es Formula–1 világbajnokság tizenegyedik futama az amerikai nagydíj volt.

## Futam
Az évadzáró versenyt az amerikai nagydíjat Watkins Glenben tartották. Új bokszépületet hoztak létre, valamint kibővítették a pályát. A Tyrrell két versenyzője mellett Peter Revsont is indította a versenyen. Andretti nem indult a nagydíjon, így a Ferrari csak két versenyzőt nevezett be. Stewarté lett a pole-pozíció Fittipaldi Lotusa és Hulme McLarenje előtt. A második sorból Regazzoni és Cevert indult.
A rajtnál Stewart vette át a vezetést Hulme előtt, míg Cevert a harmadik helyre ugrott fel. Fittipaldi rossz rajtja miatt nyolcadiknak esett vissza. A 7. körben Cevert megelőzte Hulme-ot, a 14.-ben pedig a vezető Stewartot is, aki autójának túlkormányzottságával szenvedett. Hulme is irányíthatósági problémával küzdött, így Ickx megelőzte. Stewart szintén visszaesett Ickx és Siffert mögé. Ickx a 40. körig üldözte a vezető Cevert-t, amikor generátora elromlott, majd kiesett. A második hely így Sifferté lett, Peterson pedig a harmadik helyen ért célba (miután megelőzte Stewartot). Ganley negyedik, Stewart ötödik, Regazzoni hatodik lett.
Ez volt Cevert első és egyetlen Formula–1-es győzelme. Stewart nagy előnnyel, 66 ponttal szerezte meg a bajnoki címet. A második Peterson 33 pontot szerzett első teljes évadjában. Cevert 26 ponttal harmadik lett. A Tyrrell-Ford 73 ponttal nyerte a konstruktőri bajnokságot a 36 pontos BRM és a 33 pontot szerző Ferrari előtt.
1971. október 24-én rendeztek egy nem világbajnoki versenyt Brands Hatch-ben. Siffert mechanikai hiba miatt balesetezett, autója pedig kigyulladt. A svájci nem tudott kiszabadulni belőle, a későbbi kutatások szerint nem szenvedett halálos sérülést, hanem a belélegzett gázok miatt halt meg.
| Helyezés | #  | Versenyző            | Csapat/Motor     | Futott körök | Idő/Kiesés oka      | Rajthely | Pontszám |
| -------- | -- | -------------------- | ---------------- | ------------ | ------------------- | -------- | -------- |
| 1        | 9  | François Cevert      | Tyrrell-Ford     | 59           | 1h43:51,991         | 5        | 9        |
| 2        | 14 | Jo Siffert           | BRM              | 59           | + 40,062            | 6        | 6        |
| 3        | 25 | Ronnie Peterson      | March-Ford       | 59           | + 44,070            | 11       | 4        |
| 4        | 16 | Howden Ganley        | BRM              | 59           | + 56,749            | 12       | 3        |
| 5        | 8  | Jackie Stewart       | Tyrrell-Ford     | 59           | + 1:00,003          | 1        | 2        |
| 6        | 5  | Clay Regazzoni       | Ferrari          | 59           | + 1:16,426          | 4        | 1        |
| 7        | 22 | Graham Hill          | Brabham-Ford     | 58           | + 1 kör             | 18       |          |
| 8        | 12 | Jean-Pierre Beltoise | Matra            | 58           | + 1 kör             | 10       |          |
| 9        | 15 | Peter Gethin         | BRM              | 58           | + 1 kör             | 21       |          |
| 10       | 31 | David Hobbs          | McLaren-Ford     | 58           | + 1 kör             | 22       |          |
| 11       | 27 | Andrea de Adamich    | March-Alfa Romeo | 57           | + 2 kör             | 26       |          |
| 12       | 11 | Chris Amon           | Matra            | 57           | + 2 kör             | 8        |          |
| 13       | 17 | Helmut Marko         | BRM              | 57           | + 2 kör             | 16       |          |
| 14       | 28 | John Cannon          | BRM              | 56           | + 3 kör             | 24       |          |
| 15       | 20 | Mike Hailwood        | Surtees-Ford     | 54           | Baleset             | 14       |          |
| 16       | 29 | Jo Bonnier           | McLaren-Ford     | 54           | Kifogyott üzemanyag | 28       |          |
| 17       | 18 | John Surtees         | Surtees-Ford     | 54           | + 5 kör             | 13       |          |
| HN       | 33 | Skip Barber          | March-Ford       | 52           | Helyezés nélkül     | 25       |          |
| HN       | 32 | Jacky Ickx           | Ferrari          | 49           | Generátor           | 7        |          |
| HN       | 2  | Emerson Fittipaldi   | Lotus-Ford       | 49           | Helyezés nélkül     | 2        |          |
| HN       | 30 | Pete Lovely          | Lotus-Ford       | 49           | Helyezés nélkül     | 29       |          |
| Kiesett  | 7  | Denny Hulme          | McLaren-Ford     | 47           | Baleset             | 3        |          |
| Kiesett  | 23 | Tim Schenken         | Brabham-Ford     | 41           | Motorhiba           | 15       |          |
| Kiesett  | 24 | Chris Craft          | Brabham-Ford     | 30           | Felfüggesztés       | 27       |          |
| Kiesett  | 19 | Sam Posey            | Surtees-Ford     | 15           | Dugattyú            | 17       |          |
| Kiesett  | 21 | Henri Pescarolo      | March-Ford       | 23           | Motorhiba           | 20       |          |
| Kiesett  | 26 | Nanni Galli          | March-Ford       | 11           | Kerék               | 23       |          |
| Kiesett  | 3  | Reine Wisell         | Lotus-Ford       | 5            | Fék                 | 9        |          |
| Kiesett  | 10 | Peter Revson         | Tyrrell-Ford     | 1            | Kuplung             | 19       |          |

## A világbajnokság végeredménye
| H   | Versenyzők         | Pont | H   | Konstruktőrök    | Pont    |
| --- | ------------------ | ---- | --- | ---------------- | ------- |
| 1.  | Jackie Stewart     | 62   | 1.  | Tyrrell-Ford     | 73      |
| 2.  | Ronnie Peterson    | 33   | 2.  | BRM              | 36      |
| 3.  | François Cevert    | 26   | 3.  | Ferrari          | 33      |
| 4.  | Jacky Ickx         | 19   | 4.  | March-Ford       | 33 (34) |
| 5.  | Jo Siffert         | 19   | 5.  | Lotus-Ford       | 21      |
| 6.  | Emerson Fittipaldi | 16   | 6.  | McLaren-Ford     | 10      |
| 7.  | Clay Regazzoni     | 13   | 7.  | Matra            | 9       |
| 8.  | Mario Andretti     | 12   | 8.  | Surtees-Ford     | 8       |
| 9.  | Peter Gethin       | 9    | 9.  | Brabham-Ford     | 5       |
| 10. | Pedro Rodríguez    | 9    | 10. | March-Alfa Romeo | 0       |

(A teljes lista)

## Statisztikák
Vezető helyen:
- Jackie Stewart: 13 (1-13)
- François Cevert: 46 (14-59)

François Cevert egyetlen győzelme, Jackie Stewart 12. pole-pozíciója, Jacky Ickx 11. leggyorsabb köre.
- Tyrrell 7. győzelme.

Jo Siffert 100., Jo Bonnier 108., utolsó versenye.